# پاساتلی
پاساتلی نوعی پاستا است که از خرده نان، تخم‌مرغ، پنیر پارمزان رنده شده و در برخی مناطق لیمو و جوز هندی تهیه می‌شود؛ معمولاً در آب مرغ پخته می‌شود. این غذا عمدتاً در روماگنا، استان پزارو و اوربینو (شمال مارکه)، استان آنکونا (مرکز مارکه) و سایر مناطق ایتالیا مانند اومبریا یافت می‌شود.
پاساتلی با عبور دادن خمیر از یک رنده سیب‌زمینی تهیه می‌گردد که معمولاً به داخل یک گوشتابه در حال جوش ریخته می‌شود.